# 샛줄멸
샛줄멸은 청어목 청어과의 바닷물고기이다. 몸길이 약 10cm이다. 몸은 가는 원통 모양으로 앞뒤가 옆으로 납작하다. 배쪽 가장자리는 둥글고 모비늘이 없으며, 눈에는 투명한 기름눈까풀이 있다. 주둥이는 원뿔형이고 뾰족하며 양 턱에 이빨이 없다. 비늘은 큰 둥근비늘로 떨어지기 쉽다. 등지느러미는 몸의 거의 중앙에 위치하나, 뒷지느러미는 작고 뒷쪽에 위치하며, 배지느러미는 등지느러미 뒷끝 아래에 위치한다. 몸빛깔은 등쪽이 검푸른 빛이고 배쪽이 흰색이다. 옆구리에 넓은 은백색의 세로띠가 있으며 이에 평행으로 등쪽 언저리에 검푸른빛의 띠가 둘려 있다. 외양성 어류로 따뜻한 물의 영향을 많이 받는 연안에 주로 서식하며, 이동은 거의 하지 않는다. 주로 부유성 갑각류나 그 유생을 먹는다. 산란기는 5∼8월로서 이때가 되면 떼를 지어 내만으로 몰려와 연안의 암초나 해조류에 점착성 알을 낳는데, 1주일이면 부화한다. 대한민국, 일본, 타이완, 필리핀, 인도네시아, 홍해 등지에 분포한다.